# Aeroplane
Aeroplane – wydany w 1996 trzeci singel promujący album One Hot Minute amerykańskiej grupy Red Hot Chili Peppers. Piosenka została napisana przez Flea. Flea na tym utworze gra techniką zwaną slappingiem.